# Pavel Vlagyimirovics Cibin
Pavel Vlagyimirovics Cibin (oroszul: Павел Владимирович Цыбин; Moszkva, 1905. december 23. – Moszkva, 1992. február 4.) szovjet mérnök, repülőgéptervező. Az 1940-es években főként vitorlázó repülőgépekkel foglalkozott. Az 1950-es években az OKB–256 tervezőirodát vezette és nagysebességű sugárhajtású repülőgépeken dolgozott. Később az OKB–1 tervezőirodában dolgozott és űrhajózási eszközök fejlesztésével foglalkozott.

## Életrajza
Szülei zenével foglalkoztak. Apja, Vlagyimir Nyikolajevics Cibin fuvolaművész, zeneszerző volt, aki a Moszkvai Konzervatórium professzoraként dolgozott, anyja énekes volt. 1920-ban, 15 évesen már saját tervezésű vitorlázó repülőgépet épített, amelyen repült is.
1926-ban beiratkozott a gatcsinai repülőiskolába, ahol repülőgéptechnikusnak tanult. Ebben az időszakban Oleg Antonovval is együtt dolgozott és több vitorlázó repülőgép tervezésében és építésében részt vett. Elkészítette első vitorlázó repülőgépét, a Halturinyec névre keresztelt repülőgépet. Oleg Antonovval közösen készítették a Sztandart nevű vitorlázó gépet. Ekkor került kapcsolatba Szergej Koroljovval is, aki abban az időben vitorlázó repüléssel is foglalkozott.
Utána a Vörös Légierő oktatási irodáján, majd a légierő permi tengerészeti repülő és repülőmérnöki iskoláján dolgozott. 1939-ben beiskolázták a Zsukovszkij Repülő Akadémiára, de a második világháború kitöréséig csak három évfolyamot végzett el.
A világháború alatt a légideszant-csapatoknál szolgált, ahol több katonai szállító vitorlázó repülőgépet is tervezett. Dmitrij Kolesznyikovval együtt tervezték a KC–20 szállító vitorlázót, a C–5 és a C–25 katonai szállító vitorlázó repülőgépeket pedig Cibin egyedül tervezte. Cibin vitorlázó gépei voltak a háború alatt a legnagyobb méretű szovjet katonai szállító vitorlázó repülőgépek. 
1944-ben a Moszkva közelében található Beszkudnyikovéban működő kis üzem mellett működő tervezőiroda vezetője lett, ahol tovább folytatta a katonai vitorlázó repülőgépek fejlesztését. Ebben az időszakban készítette el az SZ–25 vitorlázót, amely 25 katona szállítására volt alkalmas, de egy terepjárót és kisebb páncéltörő ágyút is be tudott fogadni.
A háború után, 1945–1948 között a Gromov Kísérleti Intézetben készítette el a C–1 jelzésű, szilárd hajtóanyagú rakétahajtóművel felszerelt kísérleti repülőgépet, amelyet a nagy sebességű repülőgépek aerodinamikai kutatásaira használtak.
1947-ben a hadiipar akkori átszervezése során Cibin tervezőirodáját megszüntették és a beszkudnyikovei üzemet is átállították más termékek gyártására. A tervezőiroda bezárása után Cibin az OKB–1-nél dolgozott tovább, ahol az R–1 és R–2 ballisztikus rakéták munkálataiban vett részt, emellett dolgozott a Kometa tervezőiroda SZ–25 légvédelmi rakétáinak fejlesztésén is.
Az 1940-es évek végén a Moszkvai Műszaki Főiskolán (ma: Bauman Állami Műszaki Egyetem) tanult, amelyet 1950-ben végzett el.
1954 márciusában Cibint egy nagysebességű interkontinentális bombázó tervezésével bízták meg, és a CAGI-ból több szakembert is Cibin mellé rendeltek. A munka érdekében 1955 májusában létre is hozták a Dubna melletti Ivanykovóban az OKB–256 tervezőirodát, amelynek Cibin lett a vezetője. A tervezőiroda feladata lett a Mach 3 sebességű bombázó elkészítése. Ez volt az RSZ kódnevű bombázó és felderítő projektje.
A bombázóval párhuzamosan Koroljovval történt megállapodás alapján 1958-tól Cibin egy repülőgépként visszatérő, többször felhasználható űrhajó tervein is dolgozott. Cibin készített először tervet a Szovjetunióban visszatérésre képes űrsiklóra (Lapotok), amelyet Vosztok hordozórakéta szállított volna.
1959-ben egy újabb átszervezés következtében (miután Hruscsov a rakétákat preferálta) Cibin tervezőirodáját megszüntették, a munkatársakat és a futó fejlesztési projekteket átvezényelték Vlagyimir Mjasziscsev tervezőirodájához. Cibin Mjasziscsevnél folytatta tovább a munkát az M–44 és M–48 bombázókon. 1960-ban azonban Mjasziscsev OKB–23 tervezőirodáját is felszámolták és beolvasztották a Cselomej vezette OKB–52-be (később NPO Masinosztorjenyija). Ott pedig a még Cibin által elkezdett RSZ bombázó projekteket 1961 áprilisában megszüntették.
1960-ban Cibin visszatért az OKB–1-be, ahol Koroljov helyettese lett. Cibin volt felelős a Vosztok űrhajón alapuló Zenyit felderítő műholdakért, amelyeket 1964-től indítottak. Ugyancsak Cibin vezetésével fejlesztették ki az OKB–1-ben a Molnyija távközlési műholdakat. Később részt vett a Szojuz űrhajók fejlesztésében.
A Buran-Enyergija programban tudományos főtanácsadó volt. Az utolsó aktív éveiben az 1980-as évek második felében az egyfokozatú hordozóeszközök koncepciójával foglalkozott.
1992. február 4-én 86 éves korában váratlanul hunyt el. Azon a napon még bement az irodájába dolgozni, az íróasztala mellett halt meg.